# Маша Живкова
Маша Владимирова Живкова – Узунова е българска художничка и втора съпруга на художника Дечко Узунов.
Маша Живкова следва в Мюнхенската художествена академия в периода /от 1923 г. – до 1925 г./ при професор Хаберман и професор Барнсон. През 1929 година се завръща в София и записва специалност „Живопис“ в Национална художествена академия в град София, при професор Стефан Иванов. Тя е член е на дружество „Родно изкуство“ но през 1950 година се установява в Белград. Работи основно портрети, пейзажи, фигурални композиции с характерна лична атмосфера.